# El hermano enamorado
El hermano enamorado (título original en napolitano, Lo frate 'nnamorato) es una ópera bufa en napolitano y en italiano compuesta en el año 1732 por Giovanni Battista Pergolesi sobre libreto de Gennaro Antonio Federico. Se estrenó en Nápoles el 27 de septiembre de 1732 en el Teatro dei Fiorentini, luego fue repuesta, con algunas modificaciones del autor, del mismo teatro durante las celebraciones del carnaval del año 1734.